# Wolfgang Krause (Fußballspieler, 1938)
Wolfgang Krause (* 31. Dezember 1938), auch bekannt unter dem Spitznamen Wolfer, ist ein ehemaliger deutscher Fußballspieler auf der Position eines Außenverteidigers, der als knüppelharter, schneller und wendiger Verteidiger galt.

## Leben
Krause startete seine Laufbahn im Alter von sieben Jahren im Nachwuchsbereich der nach Kriegsende neu gegründeten SG Leipzig-Leutzsch, die 1950 in BSG Chemie Leipzig umbenannt wurde. Nach Auflösung der BSG Chemie im Jahr 1954 wechselte „Wolfer“ mit nahezu der gesamten Jugend-Bezirksauswahl zum „Nachfolgeverein“ SC Lokomotive Leipzig, bei dem ihm 1959 der Sprung in die erste Mannschaft gelang.
Bei der 1963 vorgenommenen Zuordnung von Spielern zu einem der beiden Leipziger Vereine wurde Krause zur wiederbelebten BSG Chemie Leipzig delegiert. Der sogenannte „Rest von Leipzig“ gewann in der Saison 1963/64 überraschend die Fußballmeisterschaft der DDR, wobei „Wolfer“ in 19 der 26 Punktspiele zum Einsatz gekommen war. Zwei Jahre später gewann er mit den Chemikern auch den FDGB-Pokal.
Zum Ende der Saison 1969/70 zog Krause sich aus der ersten Mannschaft zurück und spielte anschließend noch eine Saison in der zweiten Mannschaft der BSG Chemie. Nach dem Ende seiner aktiven Laufbahn war er bis 1980 als Mannschaftsleiter der ersten Mannschaft tätig und arbeitete anschließend als Projektingenieur beim VEB Elguwa Leipzig, einem Trägerbetrieb der BSG Chemie.
Er wird mit 145 DDR-Oberligaspielen (1 Tor), sowie 6 EC-Einsätzen für die BSG Chemie geführt.
Nachdem er 1988 mit seiner Frau Gerda deren Bruder in Düsseldorf besucht hatte, kehrten die Eheleute Krause nicht mehr in die DDR zurück und ließen sich in Waldbronn-Langensteinbach nieder. Dort und im benachbarten Heidelberg arbeitete Wolfgang Krause bis zu seiner Pensionierung 2003 im Facilitymanagement eines Krankenhauskonzerns.
Außerdem war Krause als Jugendtrainer beim TSV Reichenbach tätig, wo er unter anderem den jungen Markus Schroth trainierte, der später als Profi für seinen Heimatverein Karlsruher SC sowie den TSV 1860 München  und den 1. FC Nürnberg spielte.

## Erfolge
- Meister der DDR: 1964
- Pokalsieger der DDR: 1966